# مورتال کامبت (فیلم ۲۰۲۱)
مورتال کامبت (به انگلیسی: Mortal Kombat) یک فیلم رزمی و فانتزی به کارگردانی سایمون مک‌کوید محصول سال ۲۰۲۱ ایالات متحده آمریکا است. فیلم‌نامه این فیلم توسط گِرگ روسو و دیوید کالاهام بر اساس مجموعه بازی ویدئویی به همین نام اثر اد بون و جان توبایاس به رشته تحریر درآمده است. این فیلم به عنوان نسخه‌ای بازراه‌اندازی شده در این مجموعه محسوب می‌شود. لوئیس تان، جسیکا مک‌نامی، جاش لاوسون، تادانابو آسانو، مکاد بروکس، لودی لین، چین هان، جو تسلیم و هیرویوکی سانادا از بازیگران اصلی این فیلم هستند.
مورتال کامبت توسط برادران وارنر در ۲۳ آوریل ۲۰۲۱، در ایالات متحده روی پرده‌های سینما رفت، همچنین به صورت آنلاین از سرویس استریم اچ‌بی‌او مکس به نمایش درآمد. قسمت دوم این فیلم با عنوان مورتال کامبت ۲ قرار است در سال ۲۰۲۴ منتشر شود.

## بازیگران
- لوئیس تان در نقش کول یانگ
- جسیکا مک‌نامی در نقش سونیا بلید
- جو تسلیم در نقش بی هان / ساب-زیرو
- هیرویوکی سانادا در نقش هانزو هاساشی / اسکورپیون
- تادانابو آسانو در نقش ارباب رِی‌دن
- جاش لاوسون در نقش کینو
- مکاد بروکس در نقش جکسون «جَکس» بریگس
- سیسی استرینگر در نقش میلینا
- لودی لین در نقش لیو کانگ
- چین هان در نقش شنگ سونگ
- مکس هوانگ در نقش کونگ لائو
- دنیل نلسون در نقش کابال
- ماتیلدا کیمبر در نقش امیلی یانگ
- لورا برنت در نقش آلیسون یانگ